# Пенкне-Конти
Пенкне-Конти (пол. Piękne Kąty, нім. Schönaich) — село в Польщі, у гміні Седлисько Новосольського повіту Любуського воєводства.
Населення — 108 осіб (2011).
У 1975-1998 роках село належало до Зеленогурського воєводства.

## Демографія
Демографічна структура станом на 31 березня 2011 року:
|          | Загалом | Допрацездатний вік | Працездатний вік | Постпрацездатний вік |
| -------- | ------- | ------------------ | ---------------- | -------------------- |
| Чоловіки | 54      | 9                  | 42               | 3                    |
| Жінки    | 54      | 11                 | 32               | 11                   |
| Разом    | 108     | 20                 | 74               | 14                   |